# Delònix
El delònix (Delonix regia) és un dels arbres més acolorits del món. Té flors vermelloses i fulles verd brillant.
És originari del bosc West Malagasy a Madagascar, on està en perill d'extinció. Això no obstant, els seus semblants conreats estan estesos en diverses parts del món. A més del seu ús ornamental, també serveix per a fer ombra als llocs assolellats perquè el seu fullam s'estén àmpliament per les branques.

## Característiques
Els delònixs aconsegueixen una altura mitjana d'uns 5 metres, encara que poden arribar fins als 12 metres. El seu fullatge és dens i molt abundant. En zones amb temporades seques molt marcades perd les fulles; no obstant això, en condicions menys rigoroses és perennifoli.
Les flors en són grans, amb quatre pètals de fins a 8 cm de longitud i un cinquè pètal anomenat estendard, que és més llarg i tacat de groc i blanc; una varietat natural de delònix anomenada flavida té les flors grogues. Les beines madures del delònix són llenyoses, de color castany fosc, de 60 cm de longitud i 5 cm d'ample. Les llavors són petites i pesen al voltant de 0,4 g. Les fulles fan de 30 a 50 cm de llarg, cadascuna té de 20 a 40 parells de folíols primaris compostos, també pinnats i cadascun d'aquests està dividit al seu torn en 10 a 20 parells de folíols secundaris.

## Noms vulgars
El delònix també és conegut com a ponciana reial; a l'Índia, gulmohar; en anglès, flamboyant tree, peacock flower ('flor de paó'), flame of the forest ('flama del bosc') i flame tree ('arbre de foc'). A Amèrica Central se'l coneix també com malinche.

## Hàbitat
Els delònixs requereixen clima tropical o semblant al tropical per a sobreviure, tot i que poden tolerar la sequera i la salinitat. Estan estesos i naturalitzats al Carib, Mèxic i l'l'Índia. Als Estats Units creix únicament a Florida, Hawaii, Illes Verges i especialment a Puerto Rico. El delònix també s'ha naturalitzat en molts llocs d'Austràlia, i es considera una espècie invasora, perquè la seva densa i àmplia ombra impedeix el creixement d'altres espècies vegetals al seu voltant. També són molt comuns a les Illes Canàries (Espanya).
Les beines madures sense obrir són usades pels nadius caribenys com a instruments de percussió coneguts com a shak-shak o maraques.